# Óscar García (político)
Óscar Alexander García (Estado Falcón, 17 de diciembre de 1976) es un político venezolano egresado como abogado y administrador de empresas. Ejerció como Legislador al Consejo Legislativo del Estado Falcón por voto lista. Actualmente funge también como  Presidente de Copei, fracción intervenida por el Tribunal Supremo de Justicia y liderada por Juan Carlos Alvarado.

## Carrera política
García inicio su carrera en el año  2016, apoyando la precandidatura de Gregorio "Goyo" Graterol en las Elecciones primarias de la Mesa de la Unidad Democrática de 2017, cuya elección primaria perdió Graterol. García, apoya a Eliezer Sirit ya que fue el precandidato electo. En las Elecciones regionales de Falcón de 2017, Sirit quedó en segundo lugar con el 43,39% perdiendo la elección. En las Elecciones municipales de Venezuela de 2017 García Rojas se inscribió como candidato a la alcaldía del  Municipio Miranda igual manera perdiendo la elección. Para las Elecciones presidenciales de Venezuela de 2018 en las que conjuntamente se eligieron legisladores a los consejos legislativos estadales, García se inscribe como candidato por voto lista por el partido Copei ganando con 80.398 votos. Para las Elecciones regionales de Falcón de 2021 se presentó a la reelección ganando por segunda vez consecutiva.

### Candidato a gobernador
Para las Elecciones regionales de Falcón de 2021, García se presentó como precandidato por Copei. Pero el partido realizó un consenso para apoyar a Daniel Barrios. Para las Elecciones regionales de Falcón de 2025, su partido lo presentó como candidato, siendo apoyado por al menos 9 partidos políticos.

## Vida personal
Tienes 3 hijas: Oscarly, Anaily y Alondra. Sus padres: Ángel García e Inés Rojas. Es oriundo del Municipio Miranda.